# Tongeia caudalis
Tongeia caudalis är en fjärilsart som beskrevs av Felix Bryk 1946. Tongeia caudalis ingår i släktet Tongeia och familjen juvelvingar. Inga underarter finns listade i Catalogue of Life.